# Kara Ahmed Pacha
Kara Ahmed Pacha (exécuté le 28 septembre 1555) Grand Vizir de l'Empire ottoman de 1553 à 1555.

## Biographie
D'origine albanaise, Kara Ahmed Pacha est recruté selon le système du devshirme. 
Devenu second vizir, il participe en 1552 avec le beylerbey de Roumélie Mehmed Bey à la prise de Temesvar et du Banat, puis de Szolnok, mais l'armée ottomane échoue devant Eger.
Ahmed est nommé Grand Vizir début octobre 1553 après la déposition de Rüstem Pacha, écarté du pouvoir pour apaiser les mécontentements provoqués par l'exécution du prince Mustafa, fils du sultan Soliman exécuté le 6 octobre 1553. 
Le 28 septembre 1555 Kara Ahmed Pacha est étranglé sur l'accusation de calomnie envers Ali Pacha, ancien gouverneur d'Égypte devenu vizir, qu'il aurait voulu desservir auprès du Sultan.
En fait la véritable raison de sa condamnation repose dans la volonté de la sultane Roxelane de voir rétabli comme grand Vizir son gendre Rüstem Pacha.